# Pigalle carrefour des illusions
Pour plus de détails, voir Fiche technique et Distribution.
Pigalle carrefour des illusions est un film français réalisé par Pierre Chevalier sous le pseudonyme de Peter Knight et sorti en 1973.

## Fiche technique
- Titre : Pigalle carrefour des illusions
- Réalisation : Pierre Chevalier
- Scénario : Marius Lesœur (pseudonyme : A. L. Mariaux)
- Photographie : Raymond Heil
- Son : Jacques Orth
- Montage : Roland Grillon et Fernande Pineau
- Musique : Daniel White
- Production : Eurociné
- Pays :  France
- Durée : 73 minutes
- Date de sortie : France - 8 mars 1973

## Distribution
- Béatrice Costantini : Marilou
- Evelyne Scott : Marina Maillot
- Jean-Michel Dhermay : l'inspecteur Maudoint
- Alice Arno : Marie-France